# Фораминифере
Фораминифере (Foraminifera) су једноћелијски амебоидни протисти са разгранатим и анастомозираним, мрежастим псеудоподијама (ретикулоподијама). Већина поседује љуштуру (testa) од органског материјала, кречњака или слепљеног супстрата. Рецентне врсте насељавају дно мора, има их око 4000 врста, док постоји и мањи број који живи на копну.. Већина изумрлих врста представља руководеће фосиле на основу којих се одређује старост слојева Земљине коре.
Љуштура им је обично од кречњака, а кућице које падају на дно од угинулих јединки нагомилавају се и праве наслаге кречњака. На обалама Средоземног мора и неким подручјима Сахаре налазе се дебеле наслаге кречњака из доба терцијара.